# Delta Q Vokalband
Die Delta Q Vokalband ist ein mit vier Männerstimmen besetztes Vokalensemble, das Eigenkompositionen und Adaptionen von Musikstücken der unterschiedlichsten Genres in seinem musikalischen Repertoire hat und diese bei Auftritten auch mit Comedy und Wortwitz mischt.

## Repertoire, Werdegang
Das Ensemble bietet vierstimmigen A-cappella-Gesang dar. Das Stimmspektrum reicht von Bass bis Countertenor. Die Band trägt Eigenkompositionen und Arrangements aus Klassik, Rock, Pop, Jazz und Volksmusik vor. Sujets der Stücke sind das alltägliche Leben, Selbstreflexion und gelegentlich auch politische Themen. Auch Videos zu den musikalischen Darbietungen werden von der Band produziert.
Das Ensemble wurde 2012 als vierstimmige Männervokalband in Berlin gegründet. Seit 2013 hat Delta Q ca. 50 Auftritte pro Jahr im deutschsprachigen Raum. Gemäß Selbstdarstellung hat Delta Q „... das erklärte  Ziel, vierstimmigen A-Cappella-Gesang auf höchstem Niveau, angereichert mit ausgefallenen Choreografien  und schauspielerischen Elementen“ darzubieten.
Die Gruppe nimmt regelmäßig an Wettbewerben teil und belegt dort gute Platzierungen. 2017 wurde die erste CD Delta Q veröffentlicht. Anfang 2019 hatte Delta Q ein mehrwöchiges Engagement im Epcot Center in Disney World, Florida, USA.
Das Ensemble wird regelmäßig in der Presse erwähnt.

## Mitglieder
- Sebastian Küchler (geb. Hengst), 1988 in Berlin geboren, studierte Gesangspädagogik (Popularmusik) an der BTU Cottbus und ist Gründungsmitglied von Delta Q.

- Der 1981 in Schwetzingen geborene Thorsten Engels studierte von 2003 bis 2007 Schauspiel in Nordrhein-Westfalen und spielte bis 2015 an diversen deutschen Theaterbühnen. 2016 wechselte er ins Musikfach und trat Delta Q als Tenor bei.

- Tom Dewulf, geboren 1982 in Jette, Belgien, absolvierte ein Studium als klassischer Konzertpianist und ist seitdem ein vielfältiger Entertainer im Bereich Comedy und Musical. Seit 2019 singt er bei Delta Q.
- Matthias Graf, Jahrgang 1986, studierte von 2006 bis 2011 an der HMT Leipzig Musical und Gesangspädagogik, danach war er in diversen Musicalproduktionen sowie auf Kreuzfahrtschiffen aktiv. 2017 sang er kurz bei Delta Q, seit 2019 ist er fest dabei.

## Auszeichnungen
- 2012: Ein Video-Clip der Gruppe gewinnt den „European Choir Video Award“[4] und den „A-CAPIDEO“ Videowettbewerb der Internationalen A-cappella-Woche Hannover.
- 2014: Erster Platz  beim internationalen „A CAPPELLA Wettbewerb“ in Leipzig[5]
- 2014: Fünf Preise beim internationalen a-cappella-Wettbewerb „vokal.total“[6] (Graz-Österreich), darunter der Publikumspreis
- 2015: Gewinn des europaweit ausgeschriebenen Videowettbewerbs „Europe in Harmony“[7] mit dem Stop-Motion-Video zu Friedrich Schillers An die Freude
- 2016: Auszeichnung mit  einem „Berlin Music Video Award“[8]
- 2016: Publikumspreis und Jurypreis der „St. Ingberter Pfanne“
- 2017: „CARA Award“[9] für das „Best European Album“